# Management buyout
Il management buyout, noto con la sigla MBO, è un'operazione di acquisizione di azienda da parte di un gruppo di manager interni all'azienda che assumono la figura di manager-imprenditori. Solitamente, questa operazione di acquisizione della propria società in cui si lavora avviene comprando azioni e diventando i soci di controllo della società stessa, con tutto il potere decisionale e il diritto di godere dei profitti/utili generati e distribuiti sotto forma di dividendi. Siccome sono sia soci che manager, questo doppio status incentiva i manager a gestire in modo diligente e non opportunistico la loro stessa società.

## Introduzione
Il contesto in cui avviene di solito è quello di salvataggio di una società in dissesto finanziario o insolvente/in bancarotta per salvarla da una liquidazione e rigenerarla in primis tramite l'apporto di nuova liquidità. Questa operazione, quando è effettuata dai lavoratori per salvare l'azienda, si chiama employee buyout (MBO). In alternativa, avviene soltanto per una semplice questione di profitti. In tal caso, l'acquisto può riguardare solo una parte dell'azienda che può essere sana e solvente.
Il gruppo di manager acquirenti viene generalmente affiancato da un financial sponsor, tradizionalmente un fondo di private equity, che fornisce gran parte delle risorse finanziarie per l'operazione (per esempio, può essere supportato da un hedge fund).
Siccome i manager da lavoratori diventano proprietari, quando avviene il management buyout hanno un ruolo maggiore ma anche un maggiore carico di responsabilità e di rischio di perdita dell'investimento. Se vi partecipano anche i manager operativi, da meri esecutori delle decisioni del top management (o senior management o top executives) devono diventare imprenditori e decisori. Nel caso peggiore, potrebbero non essere pronti a diventare decisori. Nel contesto di una società in dissesto, i manager in più hanno il compito di rigenerare l'azienda, eventualmente rinegoziando dei crediti già esistenti (la rinegoziazione può avvenire anche senza che avvengano buyout, può evitare la procedura di insolvenza o liquidazione ma è possibile se i creditori non sono molti e hanno interessi omogenei).
Il management buyout può essere preceduto da un conflitto di interessi e un problema di agency e opportunismo tra il management e gli azionisti, siccome potrebbero causare apposta delle perdite all'azienda per diminuire la performance, abbassarne il valore per poi comprarla a un prezzo più basso. Simili problemi di agency sono comunque tamponati dall'apporto del diritto societario (e, nel caso della società per azioni, dalla corporate law).

## Paragone con il management buyin (MBI) e il buy-in management buyout (BIMBO)
Il management buyout (MBO) non va confuso con il management buyin (MBI), che comunque funziona in modo molto simile: nel management buyin, il management di un'altra società acquista una società e si sostituisce in blocco al vecchio management, anche replicandone la struttura in modo fedele o quasi. Lo svantaggio del management buyin riguarda proprio il fatto che il management proviene da un'altra società: non ha una conoscenza della società acquistata che ha un insider che ci ha lavorato anche per anni; in altre parole, esiste un'asimmetria informativa che ha bisogno di tempo per essere colmata e che i report e documenti prodotti per obbligo di information disclosure possono non essere sufficienti a colmare. Diverso è il caso in cui i manager restano gli stessi o in cui avviene un rimpasto in cui parte dei manager viene cambiato e parte di esso rimane (e.g. quelli in posizione chiave in cui serve una conoscenza approfondita della compagnia o l'uso di know-how e di best practice è necessario).
Nonostante il management buyout e il management buyin coinvolgono due management diversi (uno insider e l'altro outsider rispetto alla società acquistata) e la presenza o meno di un'asimmetria informativa, i due tipi di buyout si possono combinare in una terza forma di acquisto da parte del management, ovvero il buy-in management buyout (BIMBO): in esso, il management insider e outsider si accordano e coordinano per acquistare insieme la società; una porzione si acquista tramite buyout, l'altra tramite buyin. Entrambi i management possono prendere decisioni, godere dei dividendi e eventualmente salvare un'impresa dissestata o insolvente dalla liquidazione. Se si utilizza un rimpasto tale per cui alcuni manager insider rimangono, si può beneficiare del loro know-how, unito a quello nuovo dei manager outsider. L'acquisto può avvenire sfruttando la leva finanziaria, cioè ricorrendo al leveraged buyout LBO, che può essere messo in atto da chiunque e aggiunge gravame agli asset della società.
L'operazione BIMBO non avviene se nascono conflitti insolubili tra i due management in fase di accordo, ovvero in fase ex-ante rispetto all'acquisto. In più, i due management devono sapersi coordinare ex-post nel caso in cui nascano conflitti derivanti da visioni conservative in contrasto con visioni innovative, siccome un management è insider e l'altro è outsider. I lavoratori potrebbero schierarsi con l'una o l'altra fazione. Tuttavia, già in fase di accordo si possono discutere le proprie visioni e progetti, trovare un accordo e eventualmente comunicarlo ai lavoratori anche raccogliendo feedback.